# Lumatibialis
Lumatibialis is een geslacht van wantsen uit de familie van de Schizopteridae. Het geslacht werd voor het eerst wetenschappelijk beschreven door Poinar in 2015.

## Soorten
Het genus is monotypisch en bevat alleen de volgende soort:

- Lumatibialis burmitis Poinar, 2015